# Barnesova nadace
Barnesova nadace (anglicky The Barnes Foundation) je americká nadace, kterou roku 1922 založil farmaceut Albert C. Barnes, a jí spravovaná galerie ve Filadelfii ve Spojených státech amerických. Vlastní asi 4000 objektů v celkové odhadované ceně přes 25 miliard dolarů, včetně více než 900 obrazů. Jádro sbírky tvoří západoevropští umělci konce 19. a počátku 20. století, především Auguste Renoir (181 obrazů), Paul Cézanne (69), Henri Matisse (59), Pablo Picasso (46), Chaim Soutine (21), Henri Rousseau (18), Amedeo Modigliani (16), Edgar Degas a Giorgio de Chirico (11), Vincent van Gogh (7) a Georges Seurat (6). Zastoupeni jsou také Peter Paul Rubens, Tizian, Paul Gauguin, El Greco, Francisco Goya, Édouard Manet, Jean Hugo, Claude Monet, Maurice Utrillo, William Glackens, Charles Demuth, Horace Pippin, Jules Pascin, Maurice Prendergast a kubistický sochař Jacques Lipchitz. Je zde i antické a staré egyptské umění, umění Afriky, práce amerických domorodců a ukázky evropského i amerického uměleckého řemesla.
Kromě toho nadace provozuje botanickou zahradu Merion Arboretum na západním předměstí Filadelfie.

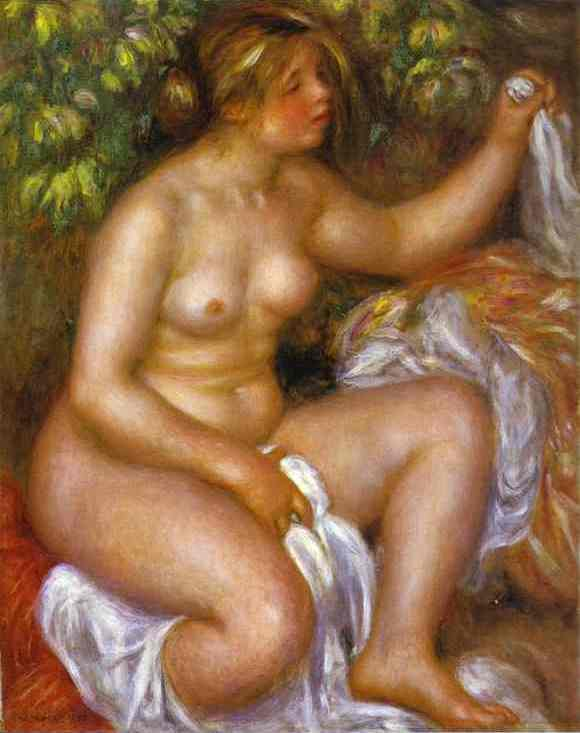
Pierre-Auguste Renoir, Po koupeli, 1910
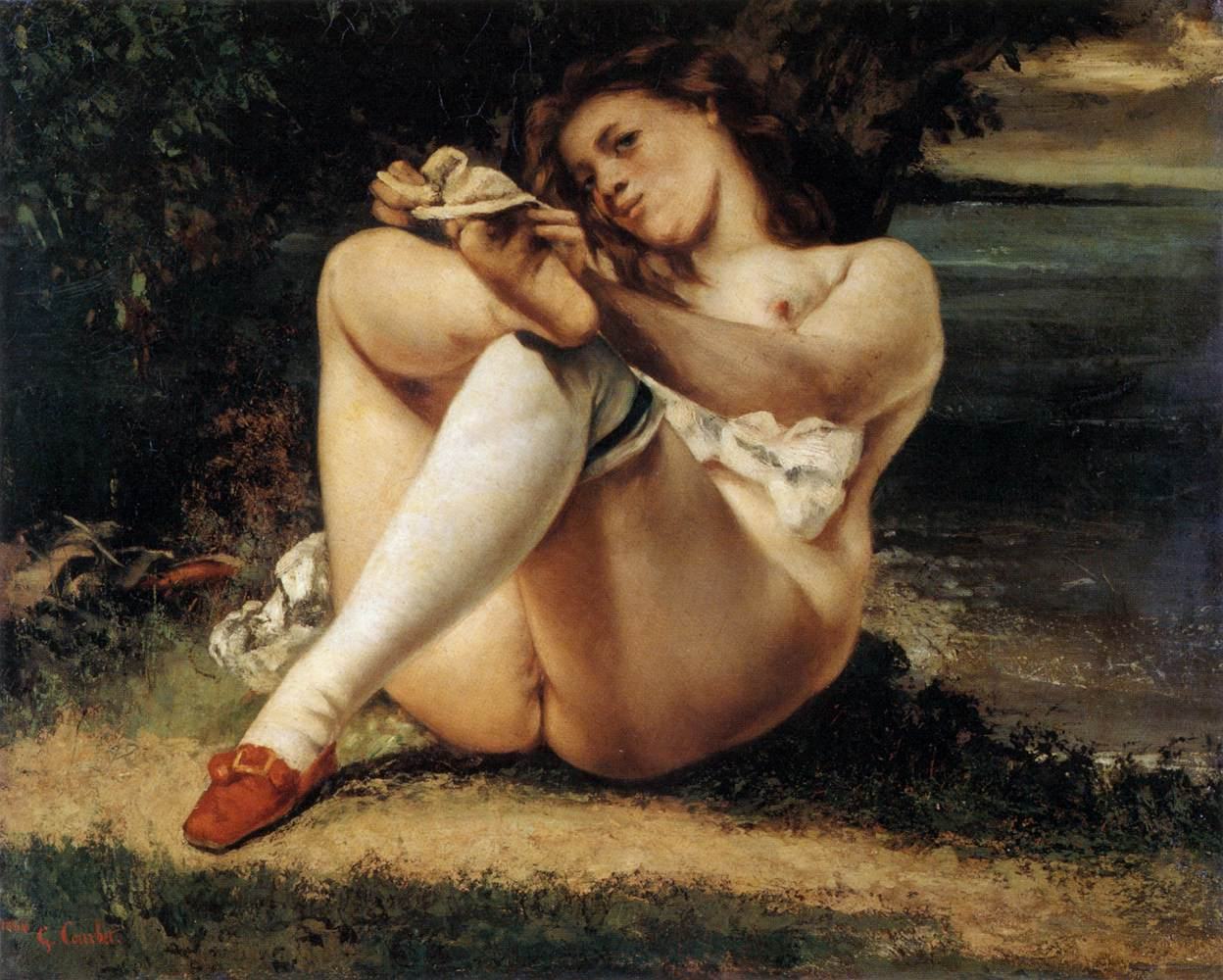
Gustave Courbet, Les Bas Blancs, (Bílé punčochy) (asi. 1861)
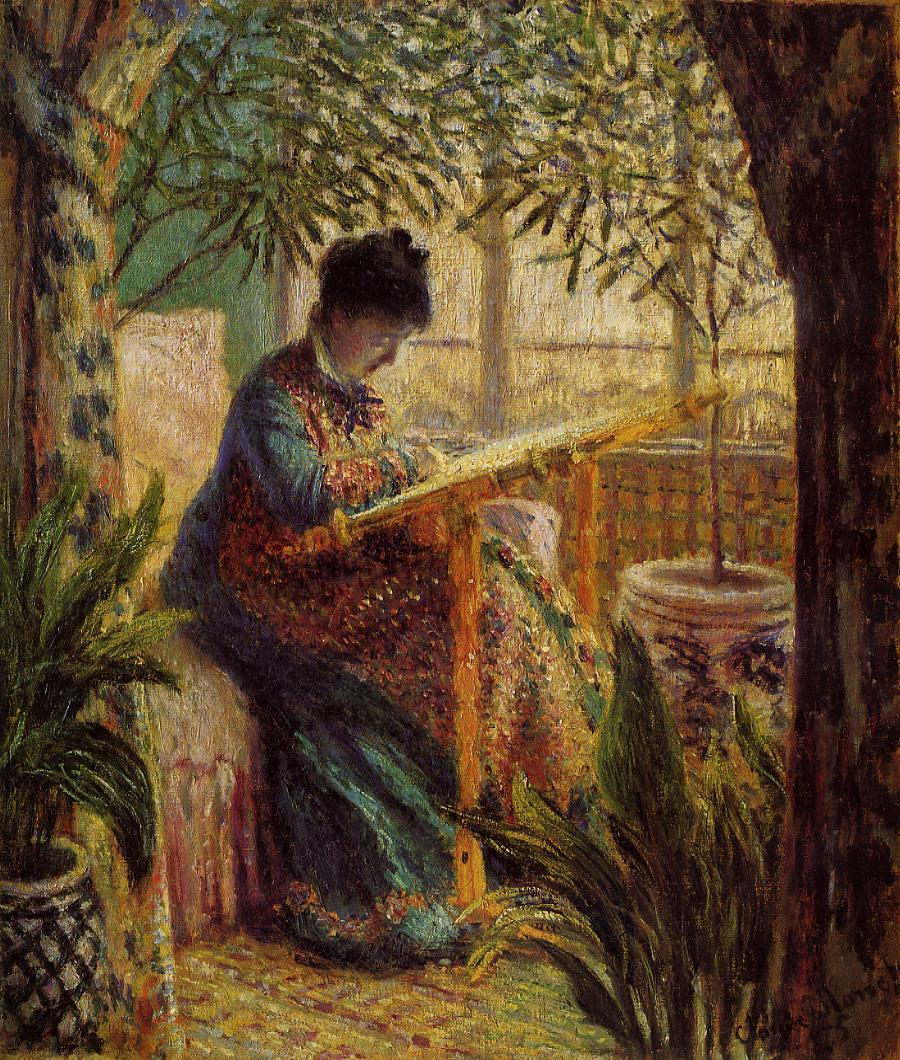
Claude Monet, Camille au métier (1875)
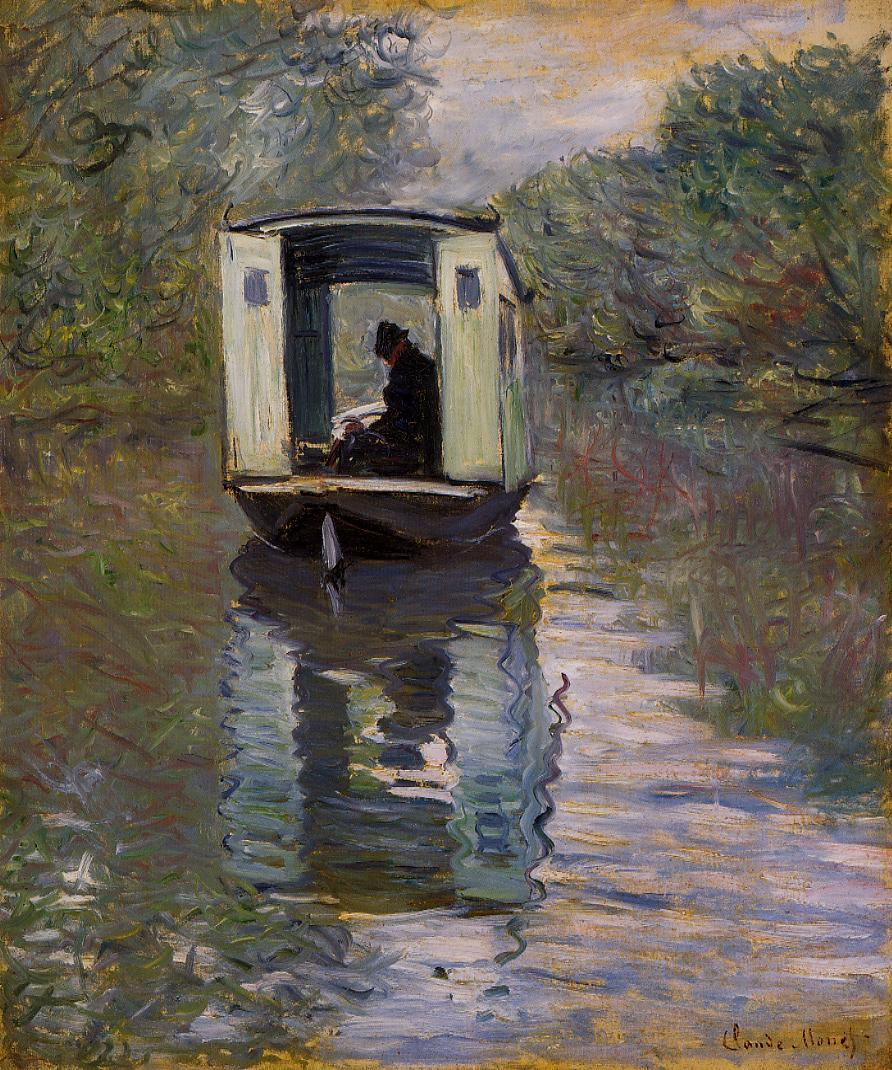
Claude Monet, Le Bateau-atelier (1876)
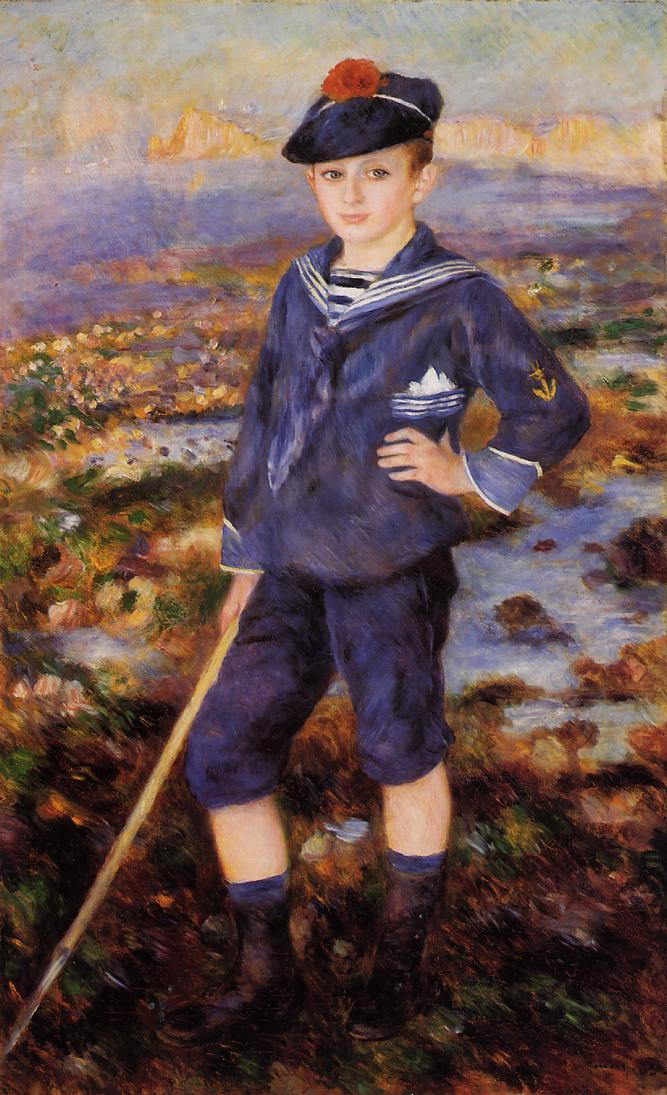
Pierre-Auguste Renoir, Jeune garçon sur la plage d'Yport (1883)
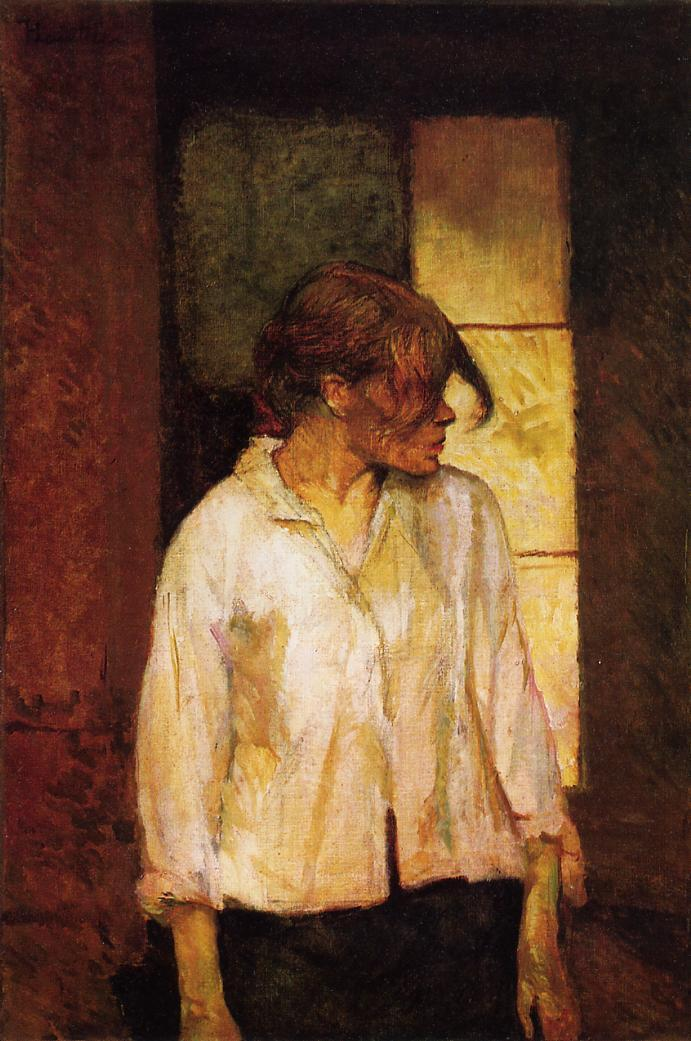
Henri Toulouse-Lautrec, A Montrouge – Rosa la Rouge (1886–87)
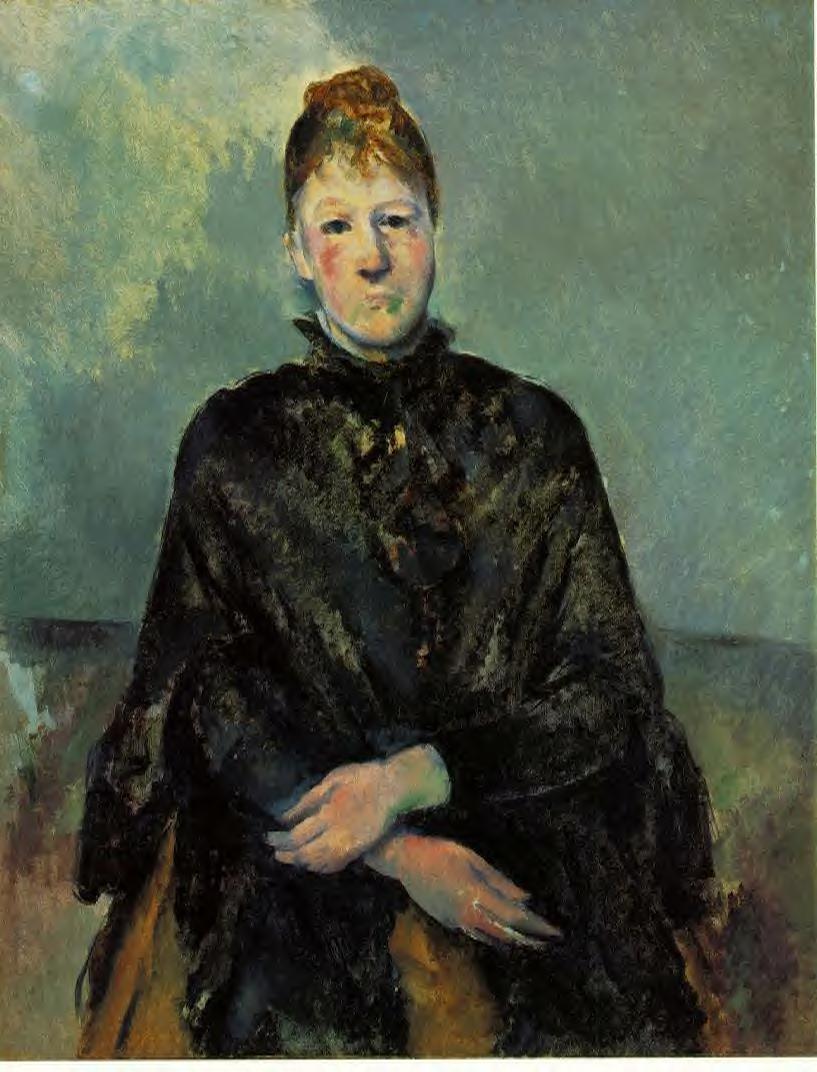
Paul Cézanne, Portrait of Madame Cézanne (1885–1887)
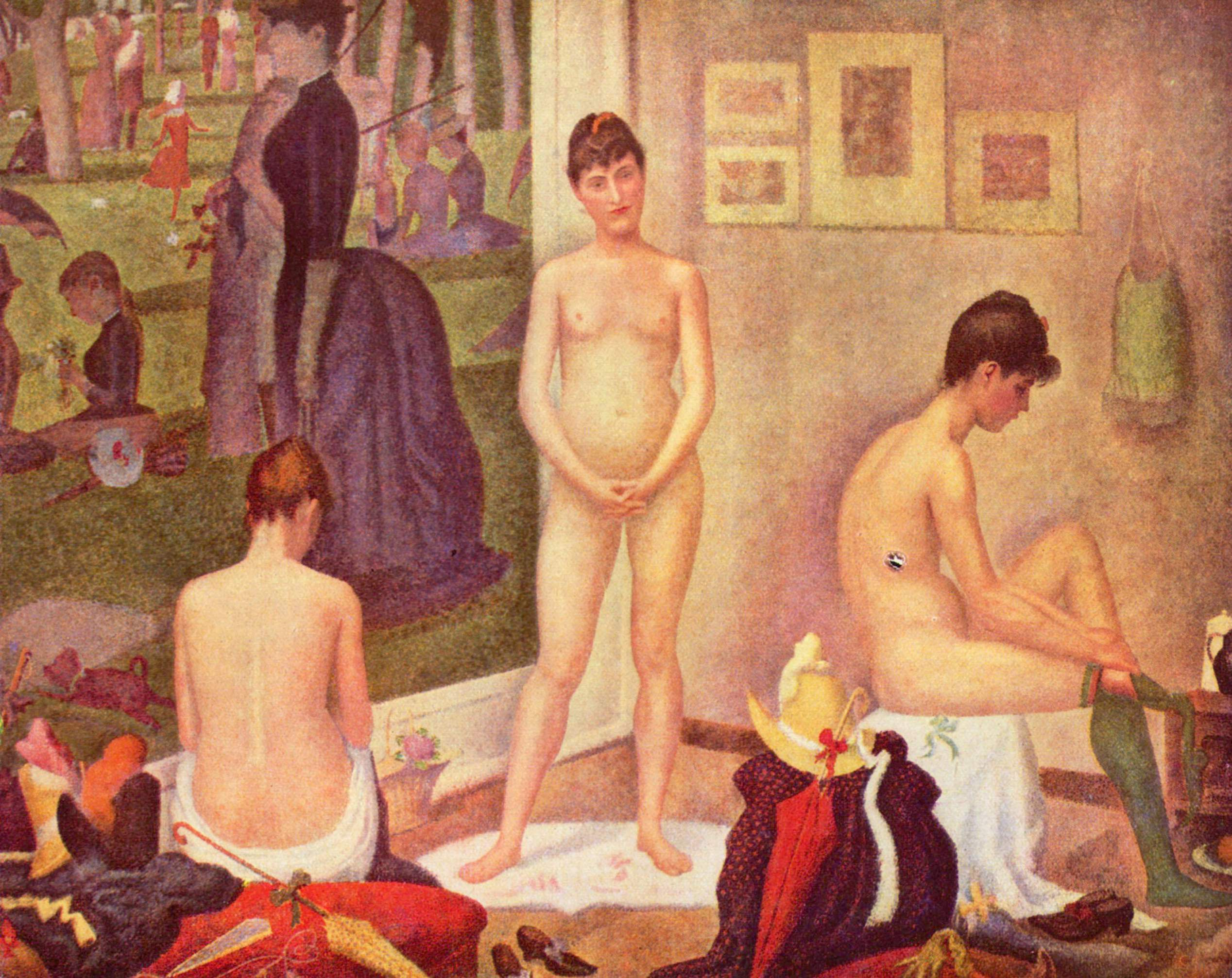
Georges Seurat, Les Poseuses (1886–1888)
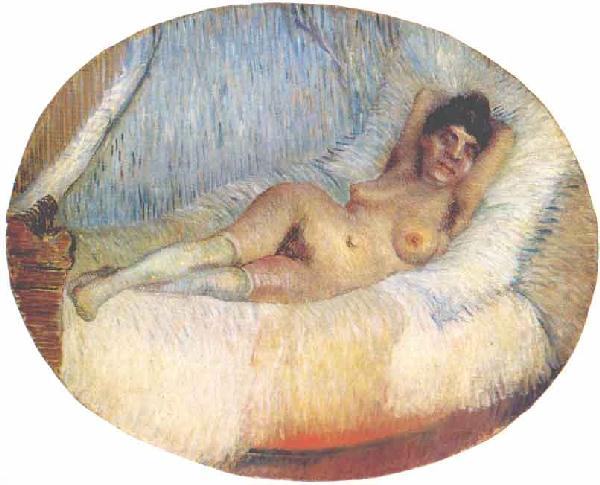
Vincent van Gogh, Ženský akt na posteli (1887)
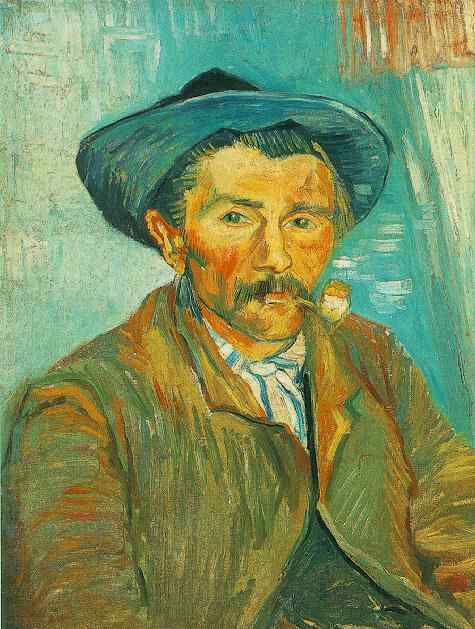
Vincent van Gogh, Kuřák (1888)
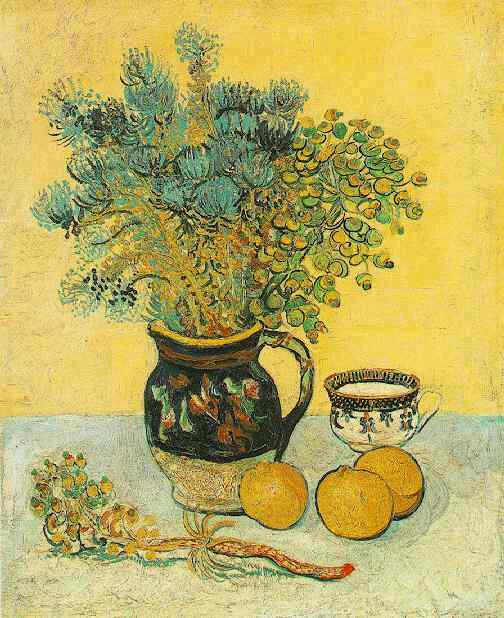
Vincent van Gogh, Zátiší (1888)
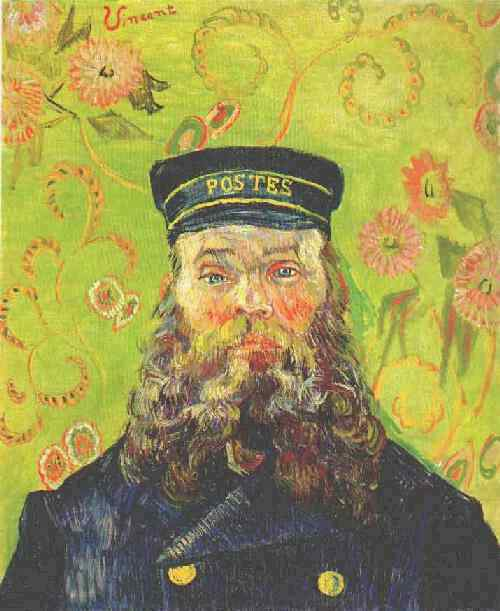
Vincent van Gogh, Portrét pošťáka Josepha Roulina (1889)
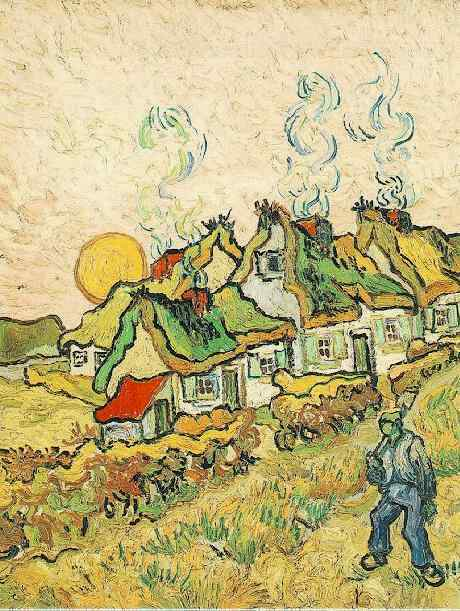
Vincent van Gogh, Doškové chaloupky na slunci (1890)
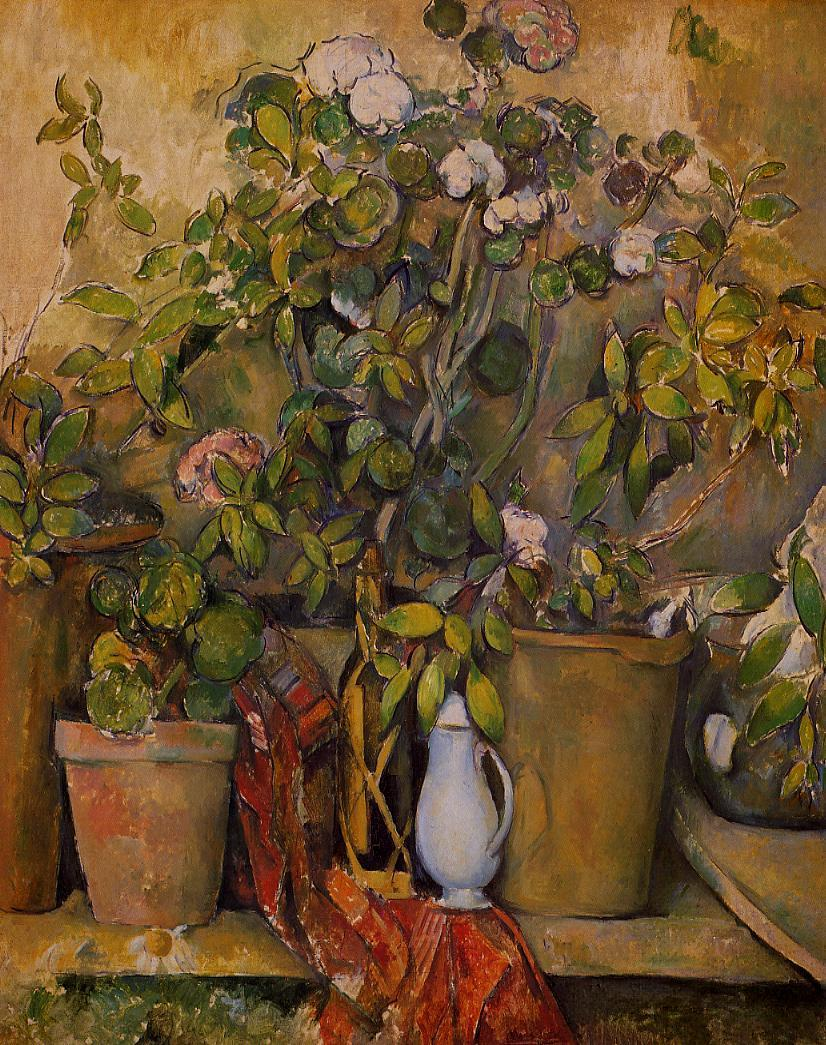
Paul Cézanne, Pots en terre cuite et fleurs (1891–92)
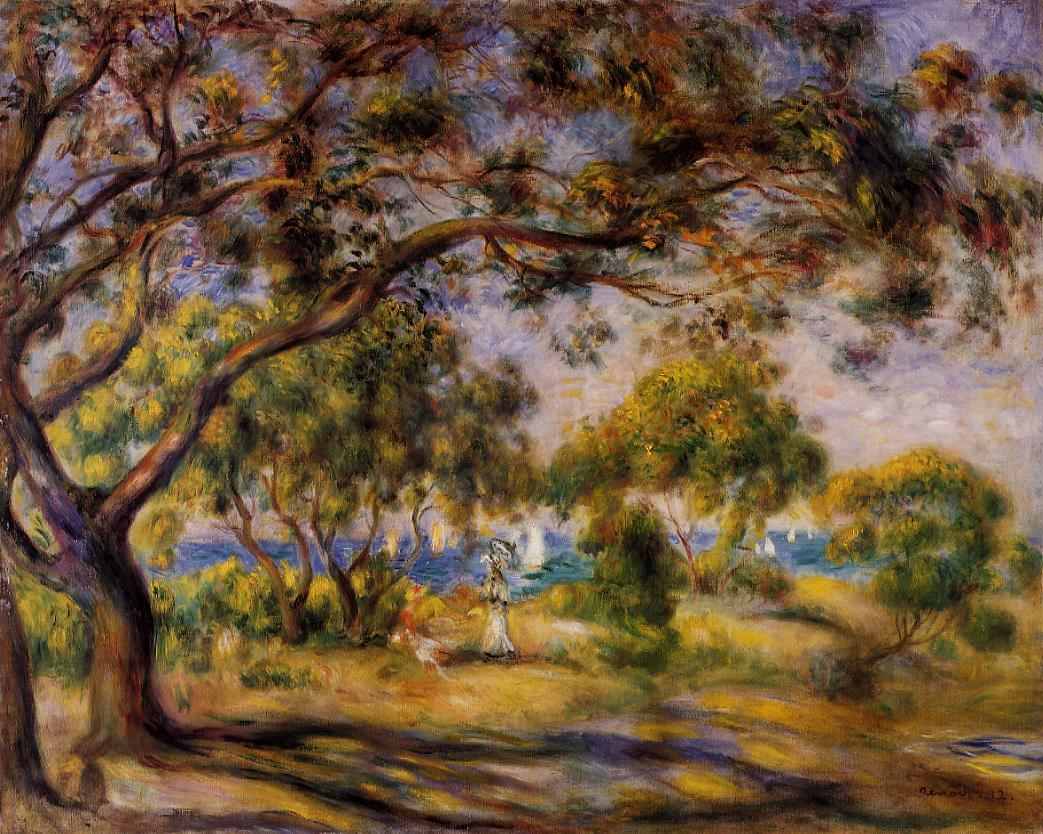
Pierre-Auguste Renoir, Noirmoutier (1892)
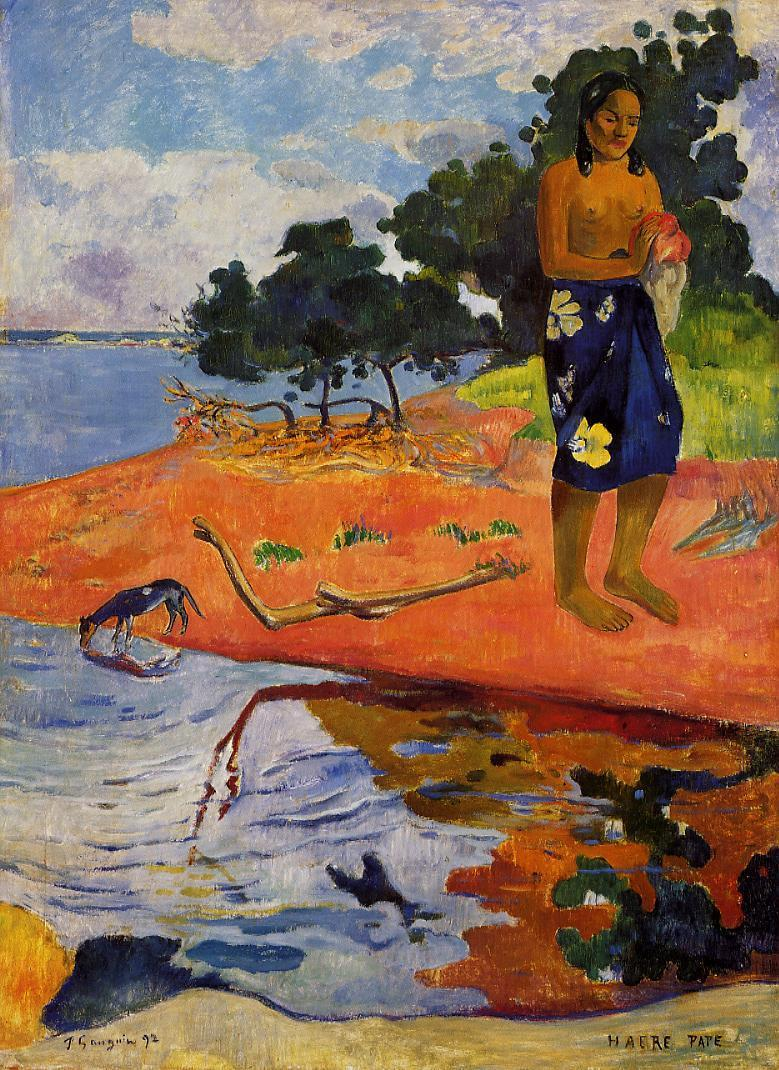
Paul Gauguin, Haere Pape (1892)
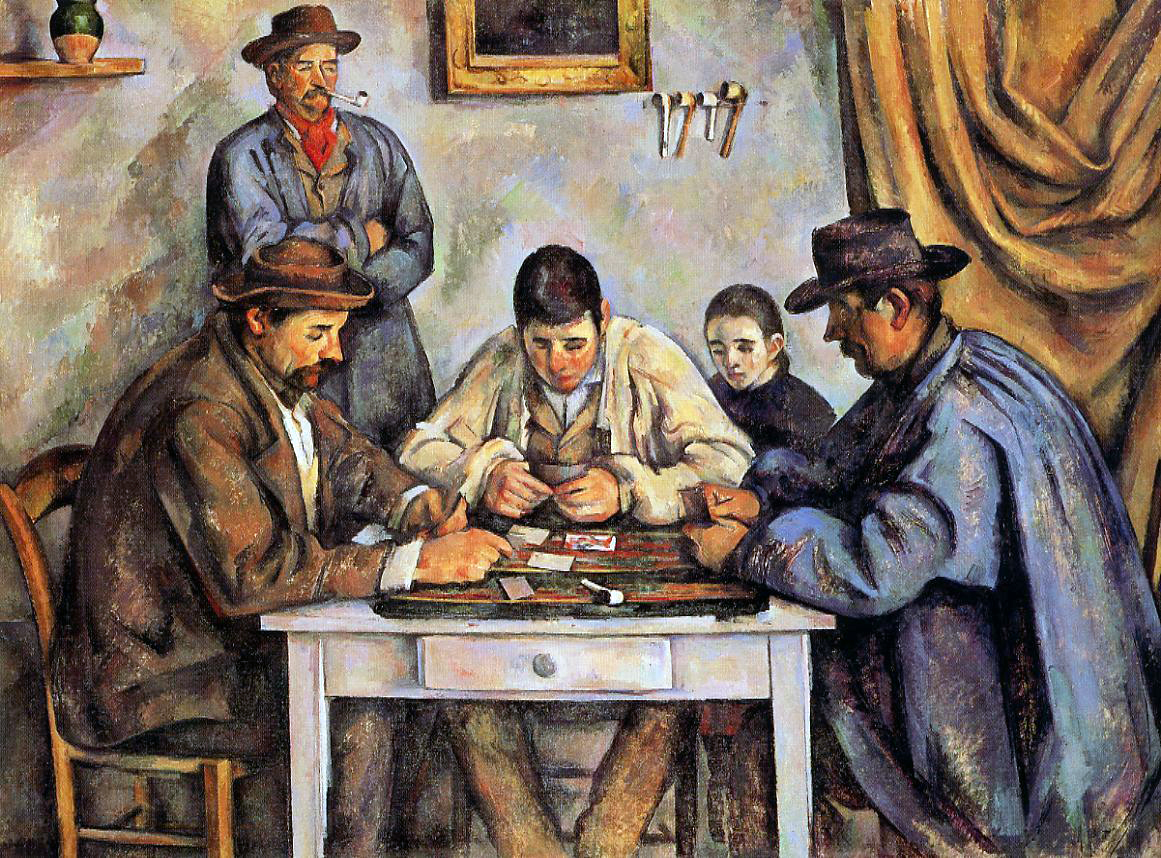
Paul Cézanne, Hráči karet, (1890–1892)
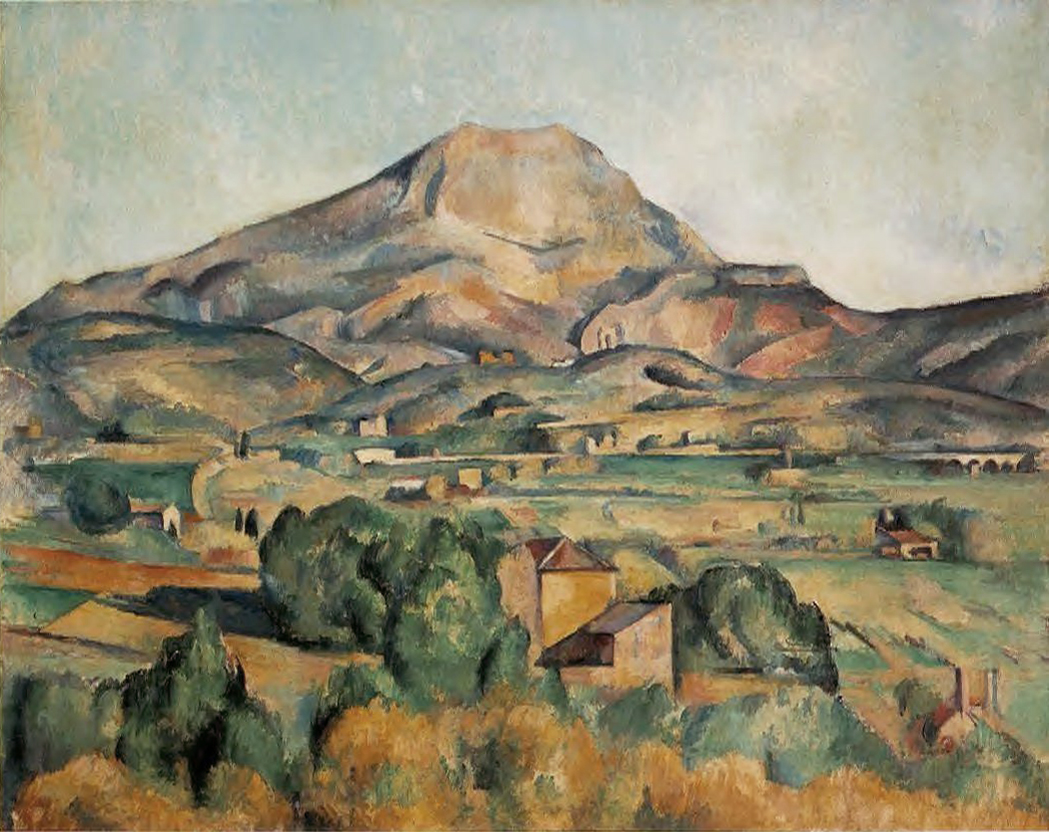
Paul Cézanne, Mont Sainte-Victoire v pohledu od Bellevue (1892–1895)
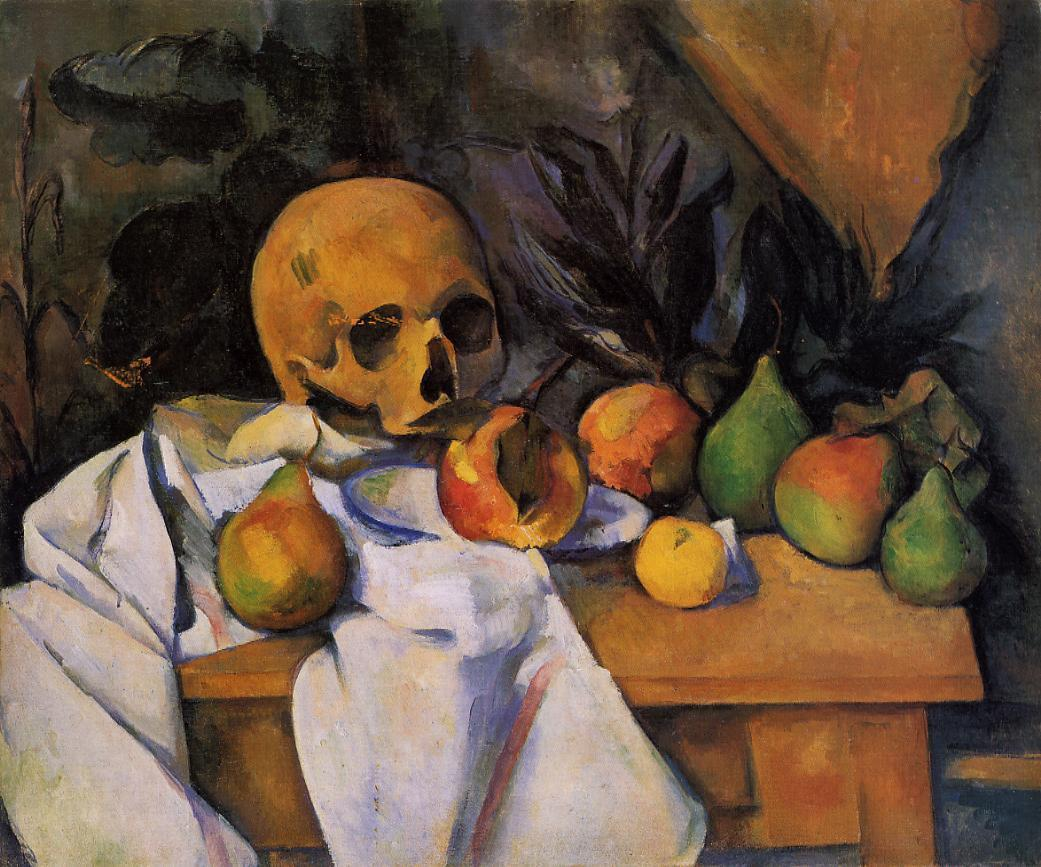
Paul Cézanne, Nature morte au crane (1896–1898)
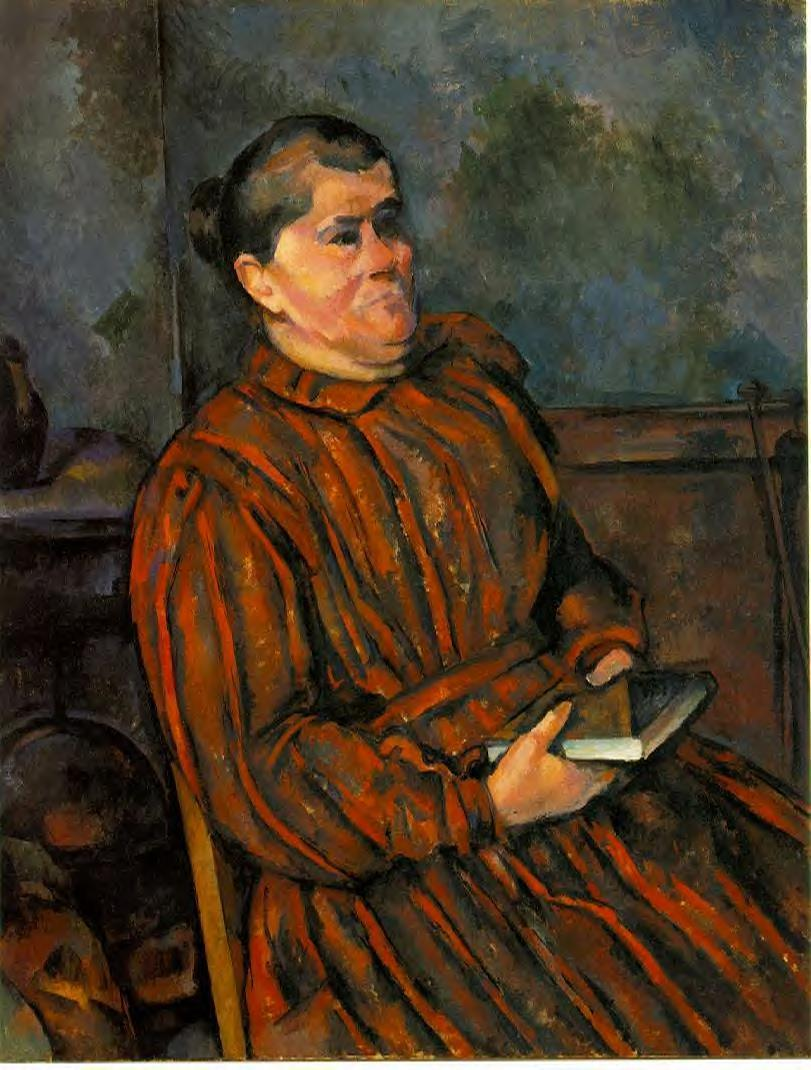
Paul Cézanne, Portrét dámy (c. 1898)
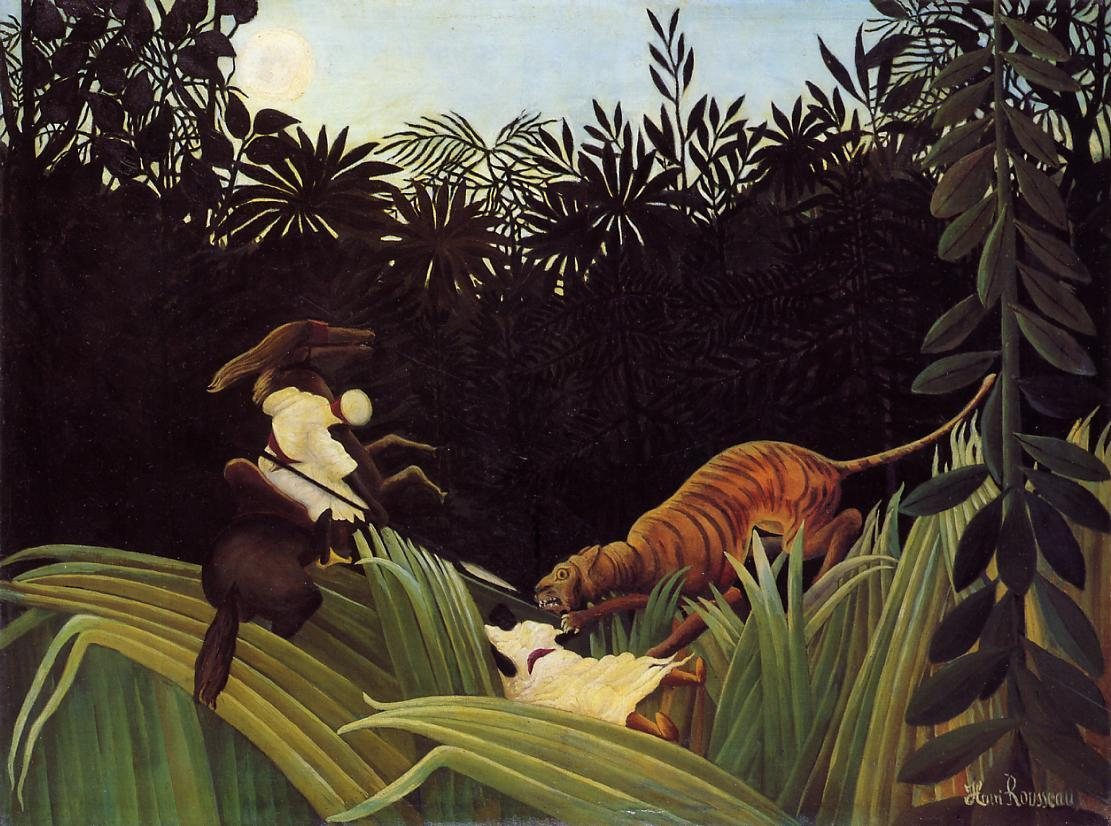
Henri Rousseau, Zvěd napaden tygrem (1904)
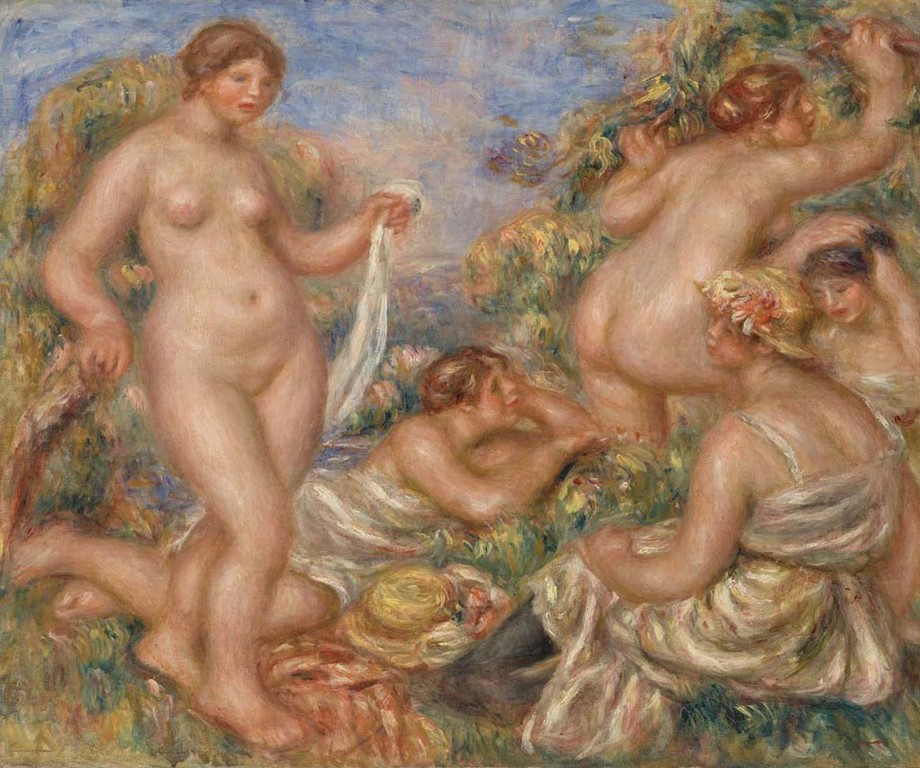
Pierre-Auguste Renoir, Les baigneuses (1918)
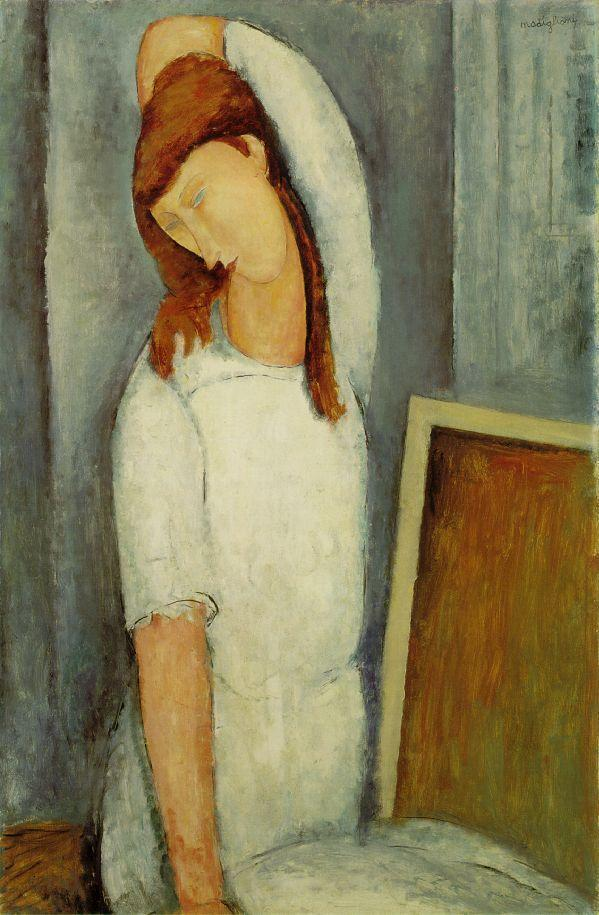
Amedeo Modigliani, Jeanne Hébuterneová (1919)